# Galanin
Galanin ist ein Neuropeptid, das im Zentralnervensystem und im peripheren Nervensystem vorkommt. Das Galanin des Menschen besteht aus 30 Aminosäuren.
Im Zentralnervensystem ist Galanin an der Regulation der Freisetzung verschiedener Neurotransmitter beteiligt. Sein regulatorischer Einfluss auf die Acetylcholin-Freisetzung wird mit seiner Beteiligung an der Pathogenese der Alzheimerschen Krankheit in Verbindung gebracht.
Galanin ist möglicherweise auch an verschiedenen anderen neurologischen Effekten, wie z. B. der Hemmung epileptischer Anfälle und des Schmerzes, beteiligt.
Im peripheren Nervensystem beeinflusst dieses Neuropeptid die Motilität des Magen-Darm-Trakts.
Darüber hinaus kann Galanin auf das Hormonsystem einwirken, indem es die Freisetzung von Prolactin, LH und des Somatotropins steuert. Diese Effekte von Galanin werden durch drei verschiedene G-Protein-gekoppelte Rezeptoren vermittelt: GALR1 – GALR3.